# Nina Lemesj
Nina Lemesj (Oekraïens: Ніна Лемеш) (Tsjernihiv, 31 mei 1973) is een Oekraïense voormalig biatlete. Ze vertegenwoordigde haar vaderland op de Olympische Winterspelen 1998 in Nagano, de Olympische Winterspelen 2002 in Salt Lake City en de Olympische Winterspelen 2006 in Turijn. Lemesh heeft een dochter, Anastasija.

## Resultaten

### Olympische Winterspelen
| Jaar | Plaats         | Resultaten                                                       |
| ---- | -------------- | ---------------------------------------------------------------- |
| 1998 | Nagano         | 21e 7,5 km sprint                                                |
| 2002 | Salt Lake City | 47e 7,5 km sprint DNS 10 km achtervolging 10e 4x7,5 km estafette |
| 2006 | Turijn         | 50e 7,5 km sprint 41e 10 km achtervolging 11e 4x7,5 km estafette |

### Wereldkampioenschappen
| Jaar | Plaats           | Resultaten                                                       |
| ---- | ---------------- | ---------------------------------------------------------------- |
| 1995 | Antholz          | 22e 7,5 km sprint 26e 15 km individueel 5e 4x7,5 km estafette    |
| 1996 | Ruhpolding       | Team                                                             |
| 1997 | Brezno-Osrblie   | 8e 7,5 km sprint 37e 10 km achtervolging                         |
| 1998 | Pokljuka         | 43e 10 km achtervolging                                          |
| 1999 | Kontiolahti      | 16e 7,5 km sprint 19e 10 km achtervolging 5e 4x7,5 km estafette  |
| 1999 | Oslo             | 11e 12,5 km massa start 27e 15 km individueel                    |
| 2000 | Oslo             | 52e 7,5 km sprint · LAP 10 km achtervolging · 4x7,5 km estafette |
| 2001 | Pokljuka         | 17e 7,5 km sprint · 18e 10 km achtervolging · 4x7,5 km estafette |
| 2004 | Oberhof          | 43e 7,5 km sprint 55e 10 km achtervolging 7e 4x6 km estafette    |
| 2005 | Hochfilzen       | 40e 7,5 km sprint 40e 10 km achtervolging 7e 4x6 km estafette    |
| 2005 | Chanty-Mansiejsk | 7e 4x6 km estafette                                              |
| 2007 | Antholz          | 45e 7,5 km sprint 35e 10 km achtervolging                        |

### Wereldbeker
Eindklasseringen
| Seizoen   | Algemeen | Individueel | Sprint | Achtervolging | Massastart |
| --------- | -------- | ----------- | ------ | ------------- | ---------- |
| 1997/1998 | 36e      |             |        |               |            |
| 1998/1999 | 17e      |             |        |               |            |
| 1999/2000 | 43e      |             |        |               |            |
| 2000/2001 | 38e      |             |        |               |            |
| 2001/2002 | 40e      |             |        |               |            |
| 2004/2005 | 79e      |             |        |               |            |
| 2006/2007 | 77e      |             |        |               |            |

Wereldbekerzeges
| Nr. | Datum           | Plaats     | Onderdeel          |
| --- | --------------- | ---------- | ------------------ |
| 1.  | 9 maart 1997    | Nagano     | 4x7,5 km estafette |
| 2.  | 17 januari 1998 | Antholz    | 7,5 km sprint      |
| 3.  | 18 januari 1999 | Ruhpolding | 4x7,5 km estafette |